# Маршберн, Томас
Маршберн Томас Генри (англ. Marshburn Thomas Henry; род. 29 августа 1960 года, Стейтсвилл, штат Северная Каролина, США) — американский астронавт, врач, 320-й астронавт США и 498-й астронавт мира. Совершил три космических полёта к Международной космической станции: на шаттле Индевор STS-127 с 15 по 31 июля 2009 года; на транспортном пилотируемом корабле (ТПК) «Союз ТМА-07М» c 19 декабря 2012 года по 13 мая 2013 года; на корабле Dragon 2 в качестве пилота третьей эксплуатационной миссии к МКС SpaceX Crew-3 с 11 ноября 2021 года по 6 мая 2022 года. Участник основных космических экспедиций МКС-34/МКС-35, МКС-66/МКС-67. Общая продолжительность полётов составила 337 суток 9 часов 42 минуты. Совершил пять выходов в открытый космос, общая продолжительность работ в открытом космосе составила 31 час 01 минуту.

## Ранние годы
Томас Маршберн родился 29 августа 1960 года в городе Стейтсвилл (штат Северная Каролина).
В 1978 году, после окончания средней школы Хендерсона в Атланте (штат Джорджия), поступил в Дэвидсонский колледж (штат Северная Каролина), который окончил 1982 году и получил степень бакалавра наук по физике. Продолжил обучение в Виргинском университете, после окончания которого в 1984 году стал магистром наук по технической физике. В 1989 году получил степень доктора медицины (MD) в Университете Уэйк-Форест.

## Медицинская карьера
После получения медицинского образования Т. Маршберн проходил практику по программе неотложной медицинской помощи в больнице Св. Винсента в Толидо (штат Огайо), где он также работал лётным врачом. В 1992 году получил сертификат от Американской ассоциации неотложной медицины, после чего работал врачом скорой помощи в Сиэтле (штат Вашингтон). С 1994 года работал лётным хирургом в клинике авиационной медицины полётов при Космическом центре имени Джонсона.
С 1995 года работал врачом скорой помощи в городских больницах в Хьюстоне (штат Техас) и в Массачусетской главной больнице общего профиля в Бостоне (штат Массачусетс). Одновременно был лечащим врачом при ординатуре неотложной медицинской помощи в Центре медицинских наук Техасского университета в Хьюстоне, где в 1997 году получил степень магистра наук по медицине.

## Работа в НАСА
С 1994 года доктор Маршберн являлся сотрудником группы медицинских операций по пилотируемой программе НАСА. В феврале 1996 года был направлен в Центр подготовки космонавтов имени Ю. А. Гагарина в качестве лётного врача для персонала НАСА, в сентябре 1996 года работал в Центре управления полётами в Королёве по медицинскому обеспечению полёта четвёртой экспедиции по совместной программе «Мир — Шаттл» на орбитальную станцию «Мир». С июля 1997 года являлся сопредседателем медицинских операций космической программы «Мир — Шаттл». В 1998—2000 годах являлся заместителем лётного врача экипажа STS-90 «Нейролаб» и ведущим лётным врачом миссии STS-101 на Международную космическую станцию.
Около года работал в качестве представителя НАСА в Национальном институте космических медико-биологических исследований в Бостоне, штат Массачусетс, в 2003 году был назначен ведущим врачом экипажа экспедиции «МКС-7». Являлся руководителем медицинских операций на Международной космической станции, занимался разработкой программ подготовки полётных врачей и членов экипажа, отвечающих за медицину, координировал работу системы медицинского обеспечения на МКС.

## Космическая подготовка

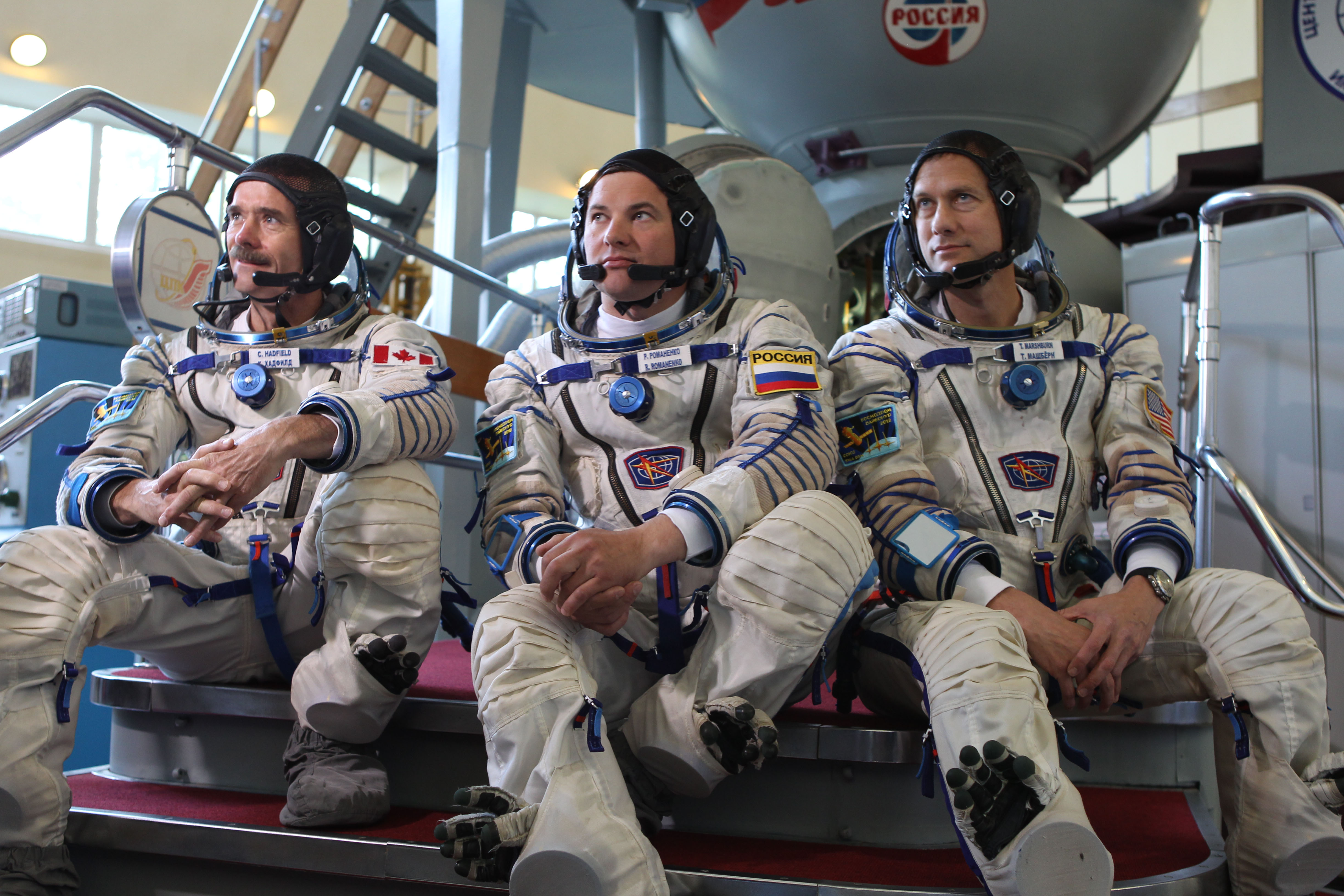
Дублирующий экипаж ТПК «Союз ТМА-05М». (Т. Маршберн справа)

В 1999 году участвовал в 18-м наборе в отряд астронавтов НАСА, был в числе 123 финалистов, но отобран не был. В 2004 году вновь подал документы для поступление в отряд астронавтов НАСА в составе 19-го набора. 6 мая того же года был зачислен в качестве кандидата в специалисты полёта. С июня 2004 года приступил к прохождению двухгодичного курса базовой общекосмической подготовки, который включал: научно-технические брифинги, занятия по системам шаттлов и международной космической станции, выходу в открытый космос и эксплуатации скафандров, тренировкам по выживанию астронавтов на воде и в дикой природе. 10 февраля 2006 года после завершения подготовки получил квалификацию специалиста полёта, был назначен в отделение по МКС и исследовательское отделение отдела астронавтов Космического центра имени Джонсона.
С сентября 2010 года проходил подготовку к космическому полёту в ЦПК имени Гагарина. В январе 2011 года в составе условного экипажа участвовал в автономной комплексной тренировке на «выживание» в зимних условиях в лесисто-болотистой местности. Вместе с космонавтом Романом Романенко и астронавтом Кристофером Хэдфилдом был включён в составе дублирующего экипажа МКС-32/33 в качестве бортинженера космического корабля «Союз ТМА-05М» и МКС. 15 июля 2012 года во время старта ТПК «Союз ТМА-05М» находился на космодроме Байконур и был дублёром бортинженера-2.
С июня 2018 года вместе с космонавтом Сергеем Рыжиковым и астронавтом Соити Ногути проходил подготовку в качестве бортинженера-1 в составе дублирующего экипажа космического корабля «Союз МС-13» и космических экспедиций МКС-60/61. 20 июля 2019 года во время старта ТПК «Союз МС-13» находился на космодроме Байконур.
С февраля 2019 года проходит подготовку в качестве бортинженера дублирующего экипажа ТПК «Союз МС-15» (планируемая дата старта — 25 сентября 2019 года) вместе с командиром экипажа космонавтом С. Н. Рыжиковым и участником космического полёта из ОАЭ Султаном Аль-Нейади.

## Космические полёты
Томас Маршберн является 320-м астронавтом США и 498-м астронавтом мира, совершил два космических полёта, общей продолжительностью 161 сутки 7 часов 3 минуты.

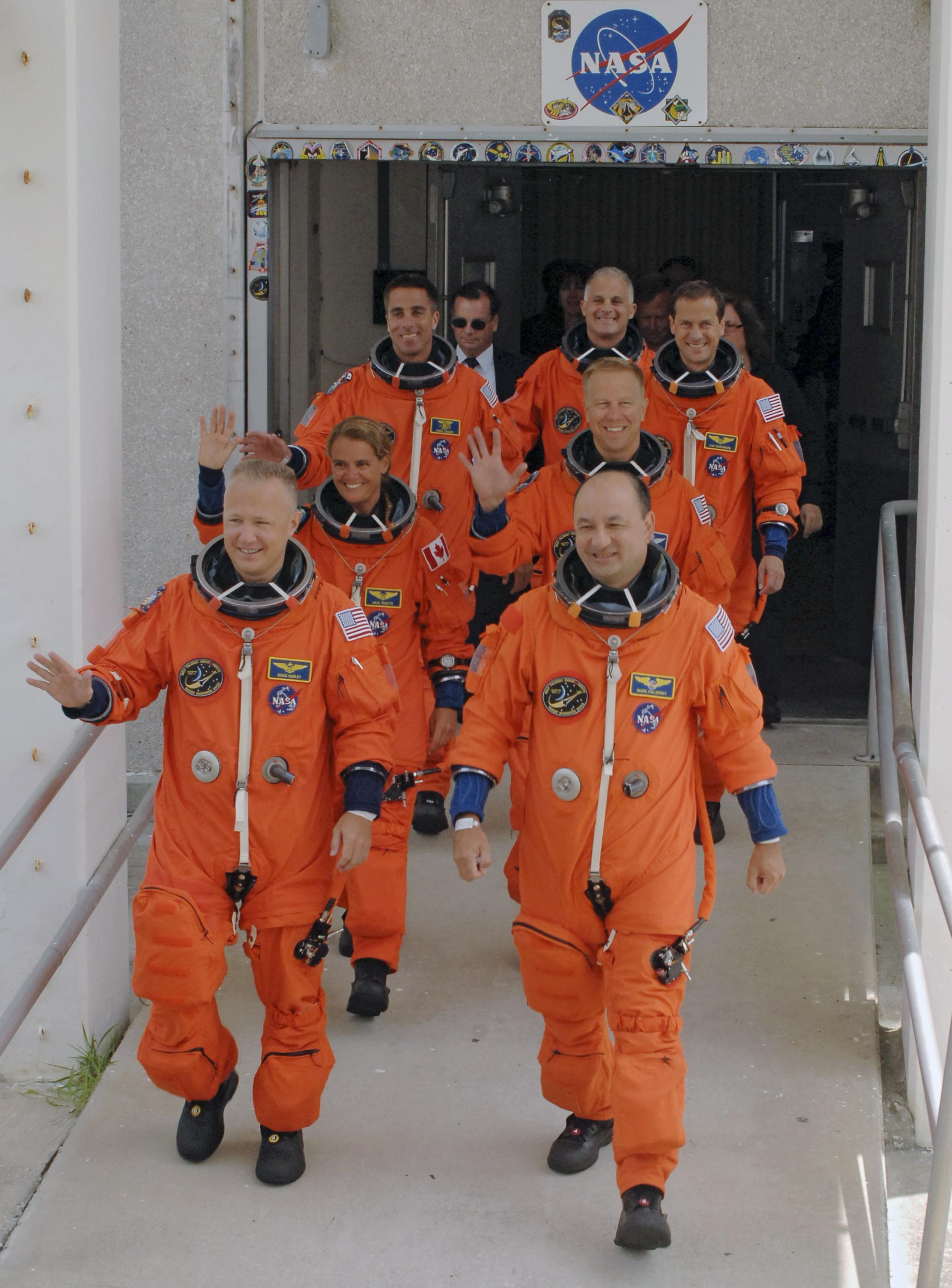
Экипаж шаттла Индевор STS-127 перед стартом. 15 июля 2009 года

### Первый полёт

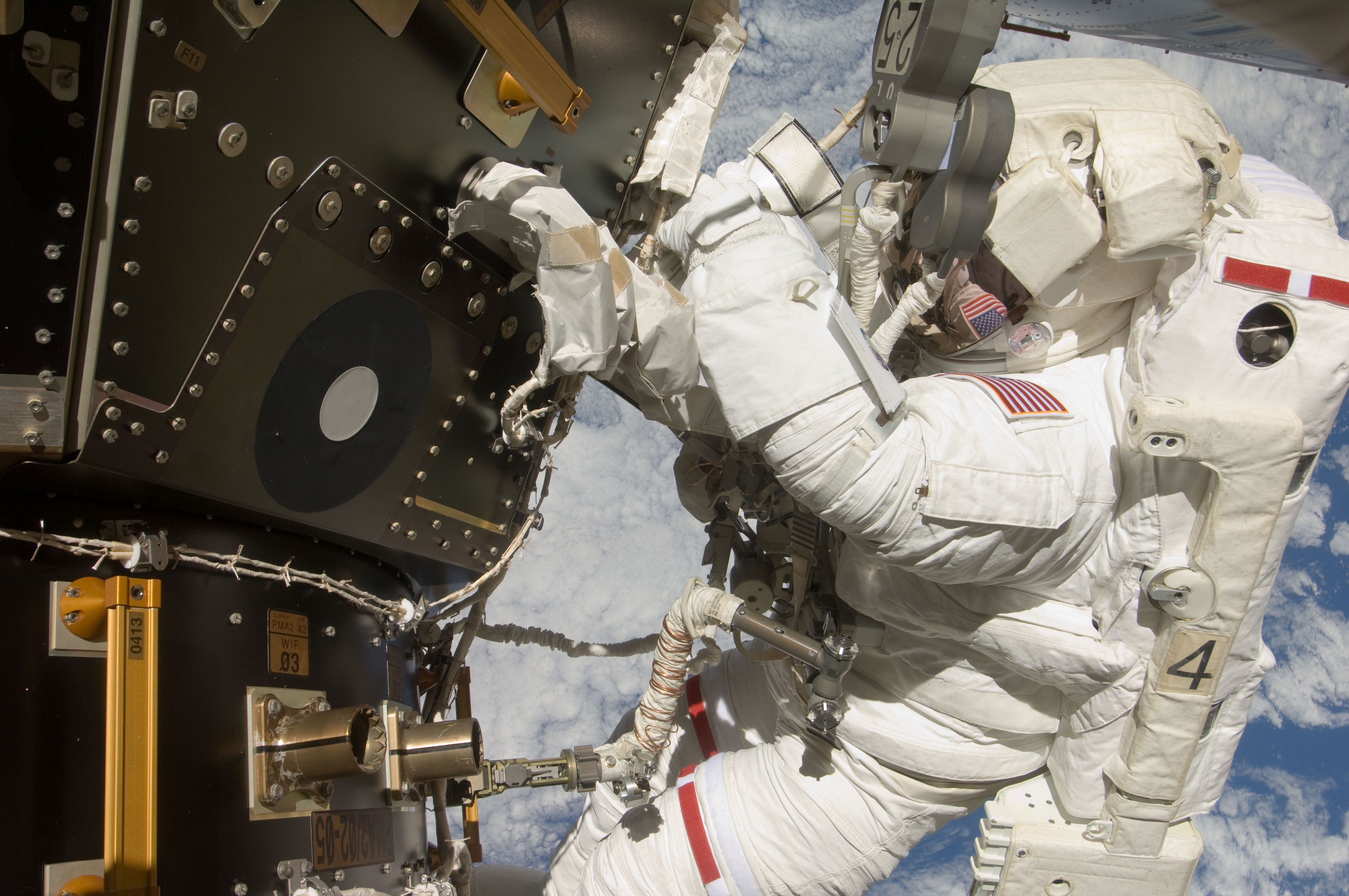
Первый выход Т. Маршберна в открытый космос. 20 июля 2009 года

Первый космический полёт совершил в качестве специалиста полёта шаттла Индевор STS-127 с 15 июля по 31 июля 2009 года, вместе с астронавтами Марком Полански — командир экипажа, Дагласом Хёрли, Дейвидом Вулфом, Жюли Пайетт, Тимоти Копра и Кристофером Кэссиди. Стыковка шаттла с Международной космической станцией была осуществлена 17 июля. Во время полёта Маршберн выполнил три выхода в открытый космос. 20 июля 2009 года совместно с астронавтом Дейвидом Вулфом совершил первый выход в открытый космос, в ходе которого были перенесены и подготовлены к длительному хранению запасная KU-band-антенна, резервный насос для системы охлаждения и двигатель для тележки, на которой установлен робот-манипулятор станции. Время выхода составило 6 часов 53 минуты.
24 июля вновь вышел в открытый космос вместе с астронавтом Кристофером Кэссиди. Во время выхода общей продолжительностью 7 часов 12 минут астронавты заменили четыре аккумулятора на секции Р6. Третий выход в открытый космос Т. Маршберн совершил 26 июля также с астронавтом К. Кэссиди. Они установили две камеры на японской платформе JEF, проверили изоляцию на канадском манипуляторе и проложили новые кабели на секции Z1. Продолжительность выхода составила 4 часа 54 минуты.
27 июля 2009 года шаттл Индевор STS-127 отстыковался от Международной космической станции и 31 июля шаттл успешно приземлился на взлётно-посадочной полосе в Космическом центре на мысе Канаверал. Продолжительность полёта составила 15 суток 16 часов 44 минуты 58 секунд.

### Второй полёт

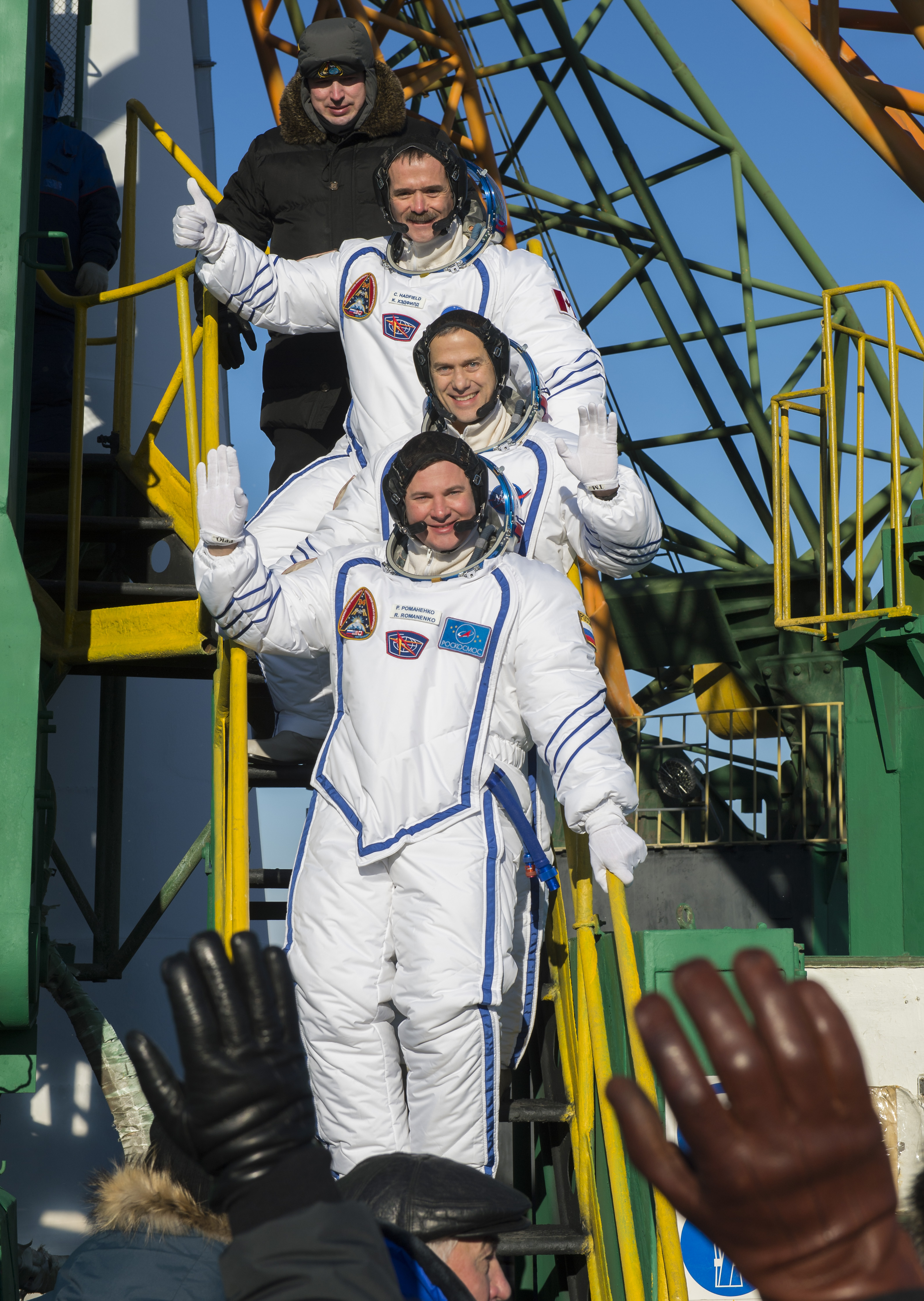
Экипаж ТПК «Союз ТМА-07М» перед стартом. 19 декабря 2012 года

Второй полёт Т. Маршберн совершил в качестве бортинженера-2 космической экспедиции МКС-34/МКС-35 на ТПК «Союз ТМА-07М» c 19 декабря 2012 года по 13 мая 2013 года.
3 марта 2013 года члены экипажа МКС-34 астронавты Кевин Форд и Томас Маршберн при помощи манипулятора «Канадарм2», установленного на модуле «Спокойствие», успешно захватили многоразовый беспилотный транспортный космический корабль «Dragon» SpaceX CRS-2 и пристыковали его к станции.
11 мая вместе с астронавтом К. Кэссиди совершил внеплановый выход в открытый космос для замены насоса системы охлаждения на внешней части Международной космической станции и устранения утечки аммиака. Время выхода в открытый космос составило 5 часов 42 минуты.
14 мая 2013 года в 03:08 мск корабль «Союз ТМА-07М» отстыковался от МКС и в 06:31 мск приземлился в Казахстане. Время пребывания в космосе составило 145 суток 14 часов 18 минут.

### Третий полёт
Запуск Crew Dragon миссии SpaceX Crew-3 «Endurance» состоялся 11 ноября 2021 года в 02:03 UTC с помощью ракеты-носителя Falcon 9 в 02:03 UTC со стартового комплекса LC-39A Космического центра имени Кеннеди на мысе Канаверал. Стыковка с МКС осуществлена 12 ноября 2021 года в 01:25 UTC.
2 декабря 2021 года астронавты NASA Томас Маршберн и Кайла Бэррон совершили выход в открытый космос из Международной космической станции (МКС). Они заменили антенну S-диапазона на ферме P1. Работы за пределами станции заняли 6 часов 32 минуты.
5 мая 2022 года в 5:20 UTC корабль отстыковка от МКС и в 4:44 UTC 6 мая 2022 года приводнился в Атлантическом океане близ штата Флорида.
Статистика полётов
| # | Стартовый корабль      | Старт, UTC        | Экспедиция                   | Корабль посадки | Посадка, UTC           | Налёт                       | Выходы в открытый космос | Время в открытом космосе |
| - | ---------------------- | ----------------- | ---------------------------- | --------------- | ---------------------- | --------------------------- | ------------------------ | ------------------------ |
| 1 | Индевор STS-127        | 15.07.2009, 22:03 | Индевор STS-127              | Индевор STS-127 | 31.07.2009, 14:48:08   | 15 суток 16 часов 45 минут  | 3                        | 18 часов 47 минут        |
| 2 | Союз ТМА-07М           | 19.12.2012, 16:28 | Союз ТМА-07М, МКС-34/МКС-35  | Союз ТМА-07М    | 14.05.2013, 02:30:47.6 | 145 суток 14 часов 18 минут | 1                        | 5 часов 42 минуты        |
| 3 | Dragon 2 SpaceX Crew-3 | 11.11.2021, 02:03 | SpaceX Crew-3, МКС-66/МКС-67 | SpaceX Crew-3   | 6.05.2021, 04:44       | 176 суток 2 часа 39 минут   | 1                        | 6 часов 32 минуты        |
|   |                        |                   |                              |                 |                        | 337 суток 9 часов 42 минуты | 5                        | 31 час 01 минута         |

## Личная жизнь
Состоит в браке с Энн М. Маршберн (урождённая Сандерс). У них есть дочь.
Томас Маршберн увлекается альпинизмом, плаванием, подводным плаванием, сноубордингом, игре на гитаре, любит читать. Радиолюбитель с позывным KE5HOC.

## Почётные звания и награды
Т. Маршберн является членом Ассоциации авиационно-космической медицины, Американской академии неотложной медицины, Ассоциации владельцев самолётов и пилотов. Имеет награды НАСА за достижения в работе, Отдела полётной медицины за особые достижения и Космического центра имени Джонсона за особые заслуги.